# Der Nussknacker

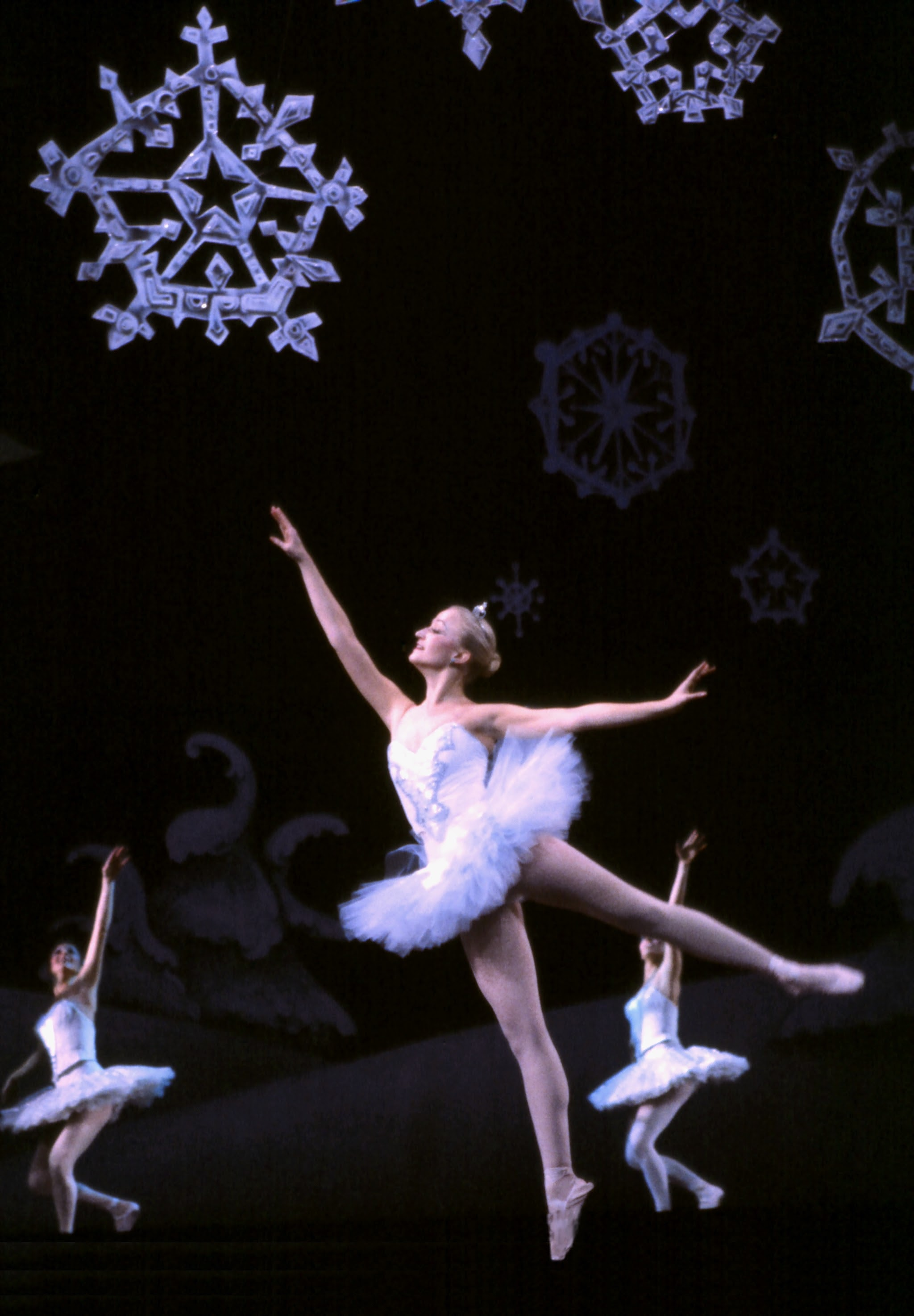
Schneeflocken-Walzer, Inszenierung von Rick Dikeman, 1981

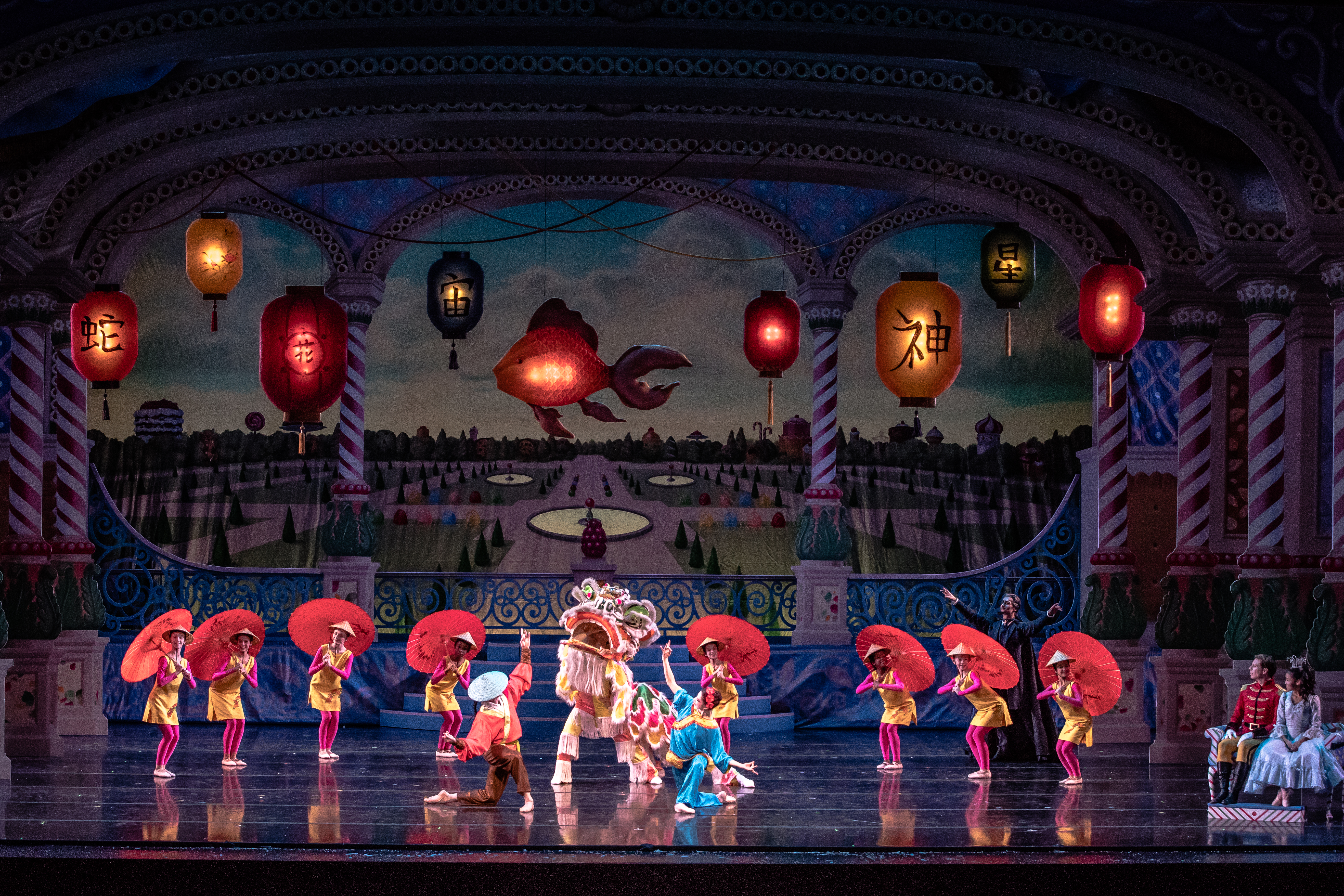
Chinesischer Tanz (Akt 2), Kansas City Ballet 2016

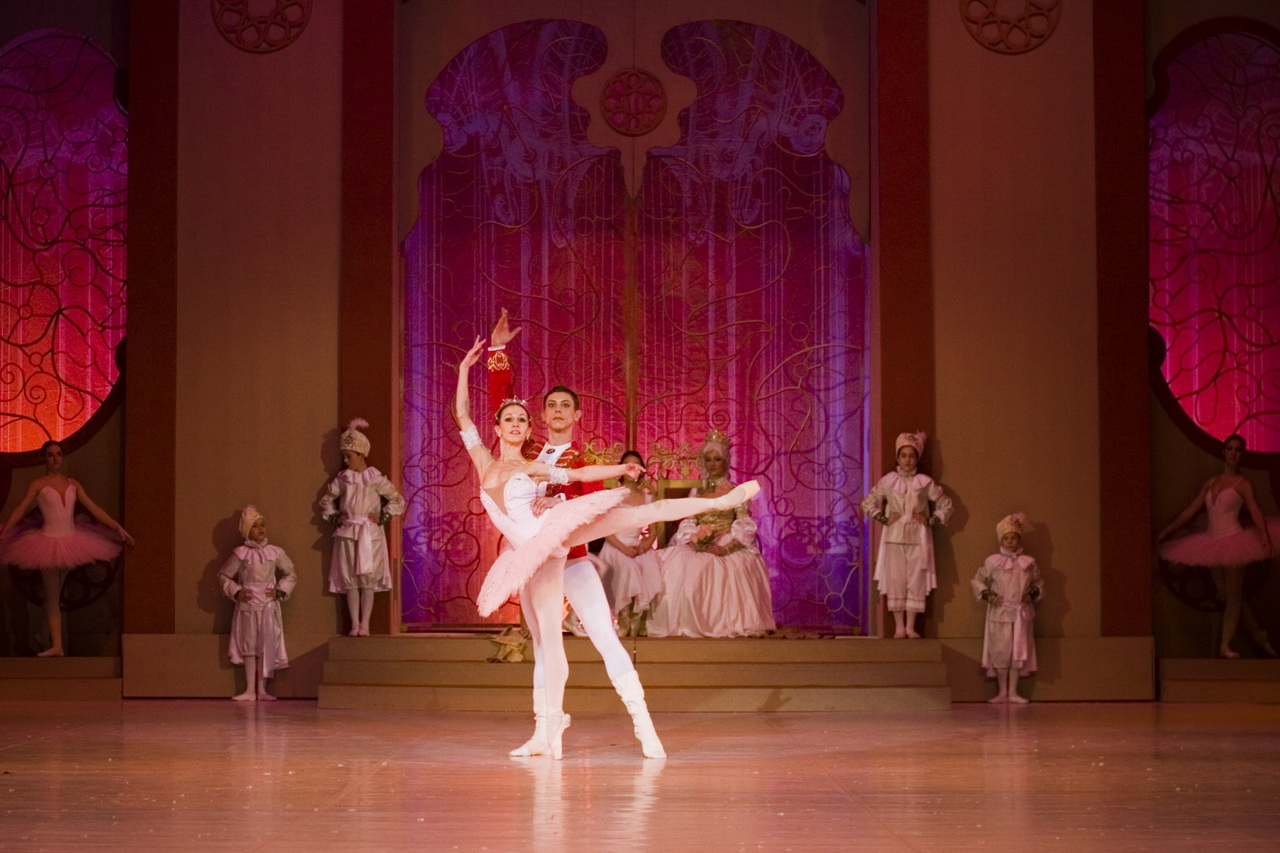
Pas de deux (2. Akt) mit Jelena Lečić und Andrej Kolčeriju, Serbisches Nationaltheater, Novi Sad 2011

Der Nussknacker, op. 71 (französisch Casse-Noisette; russisch Щелкунчик, Schtschelkuntschik hörenⓘ; englisch The Nutcracker) ist ein Märchen-Ballett bzw. eine Feerie in zwei Akten von Pjotr Iljitsch Tschaikowski, das 1892 seine Uraufführung in Sankt Petersburg erlebte.
Vorlage für das Libretto war Alexandre Dumas pères Histoire d’un casse-noisette (1845), eine französische Adaption des Märchens Nußknacker und Mausekönig von E. T. A. Hoffmann (1816).
Der Nussknacker ist bis heute eines der populärsten Ballette. Es wird von vielen Theatern und Opernhäusern regelmäßig aufgeführt, meist in der Zeit um Weihnachten. Mehrere musikalische Nummern aus dem Ballett sind auch durch die Nussknackersuite op. 71a berühmt.

## Inhalt

### Personen
(Die Angaben folgen dem Original-Libretto)
- Präsident Silberhaus (in der sowjetischen Tradition wie in der Vorlage von Hoffmann: „Stahlbaum“)[4][5] und seine Frau, Eltern von Klara und Fritz
- Klara (auch: Claire oder Marie (wie bei E. T. A. Hoffmann); in späteren russischen Versionen: Mascha),[6][7] Tochter der Familie Silberhaus (urspr. Kinderrolle)
- Fritz, Sohn der Familie Silberhaus (urspr. Kinderrolle)
- Marianne, Nichte des Präsidenten Silberhaus (urspr. Kinderrolle)
- Rat Drosselmeier, Pate von Klara und Fritz
- der Nussknacker-Prinz
- Colombina und Harlekin (Puppen)
- Marketenderin und Soldat (Puppen)
- der Mäusekönig
- die Zuckerfee (Fée Dragée) (fehlt in einigen Produktionen)
- Prinz Coqueluche (fehlt in einigen Produktionen)
- Solisten im Divertissement des 2. Akts
- u. a. Verwandte, Kinder, Diener, Mäuse, Schneeflocken, Feen, Blumen

### Handlung
Die Handlung kann in verschiedenen Produktionen in kleinen und größeren Details differieren; zum Beispiel fehlen in einigen modernen, russischen Versionen die Zuckerfee und Prinz Coqueluche. Es ist daher nicht möglich, eine völlig allgemeingültige Inhaltsangabe zu machen (siehe Abschnitt: Aufführungsgeschichte). Die folgende Handlung richtet sich nach dem Original-Libretto.

#### Akt 1, Bild 1: Im Hause der Familie Silberhaus

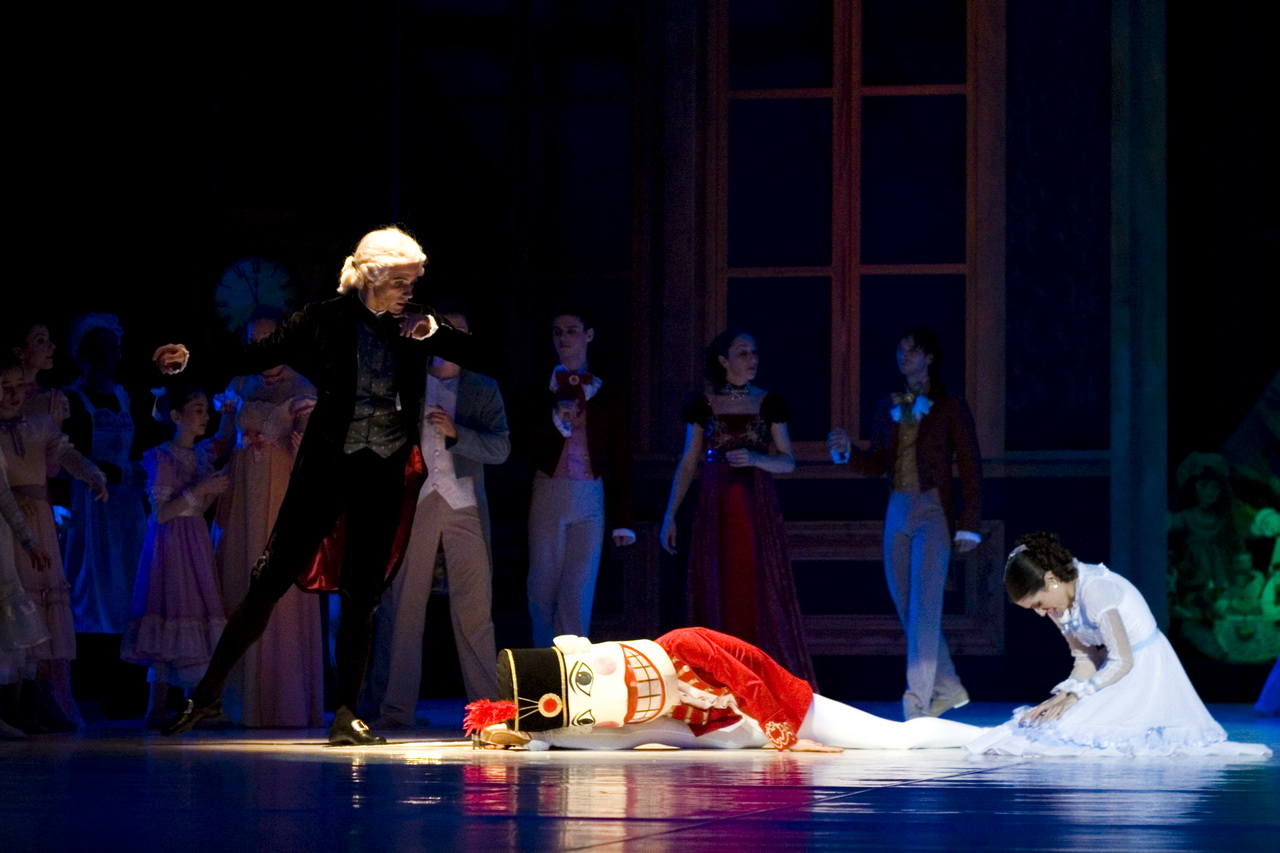
Szene aus dem 1. Akt, Ballett des Serbischen Nationaltheaters, Novi Sad 2011

Im Mittelpunkt des Balletts steht das Mädchen Klara. Sie ist die Tochter der wohlhabenden Familie Silberhaus, die das Weihnachtsfest mit vielen Freunden und Verwandten feiert. Auch ihr Patenonkel Drosselmeier kommt zur großen Bescherung vorbei. Er ist Uhrmacher und Erfinder und beeindruckt die gesamte Familie mit aufziehbaren Figuren. Diese können musizieren und sogar tanzen. Nach der Darbietung hat Drosselmeier noch eine kleine Überraschung aufgespart – einen prächtigen Nussknacker. Sehr zu Klaras Bestürzung beschädigt ihr Bruder Fritz jedoch den Nussknacker, den das traurige Mädchen daraufhin in das Bett ihrer Puppe legt. Nach einem allgemeinen „Großvatertanz“ verabschieden sich die Gäste.
Mitten in der Nacht steht Klara auf, um nach dem kranken Nussknacker zu sehen. Alles ist ganz unheimlich – der Weihnachtsbaum wird immer größer und das Mädchen wird Zeugin einer Schlacht zwischen den vom Nussknacker angeführten Spielzeugsoldaten und dem Heer des Mäusekönigs. Als es für den Nussknacker schlecht aussieht, ergreift Klara einen Pantoffel und wirft ihn dem Mäusekönig an den Kopf. Die Mäuse fliehen und der Nussknacker verwandelt sich in einen jungen, hübschen Prinzen.

#### Akt 1, Bild 2: Winterlicher Tannenwald
Da verwandelt sich die Szene in einen verschneiten Tannenwald. Klara und der Nussknackerprinz erleben einen Walzer der Schneeflocken, der sich zu einem wahren Schneegestöber steigert.

#### Akt 2, Bild 3: Der Zauberpalast von Konfitürenburg (Phantastische Dekoration)

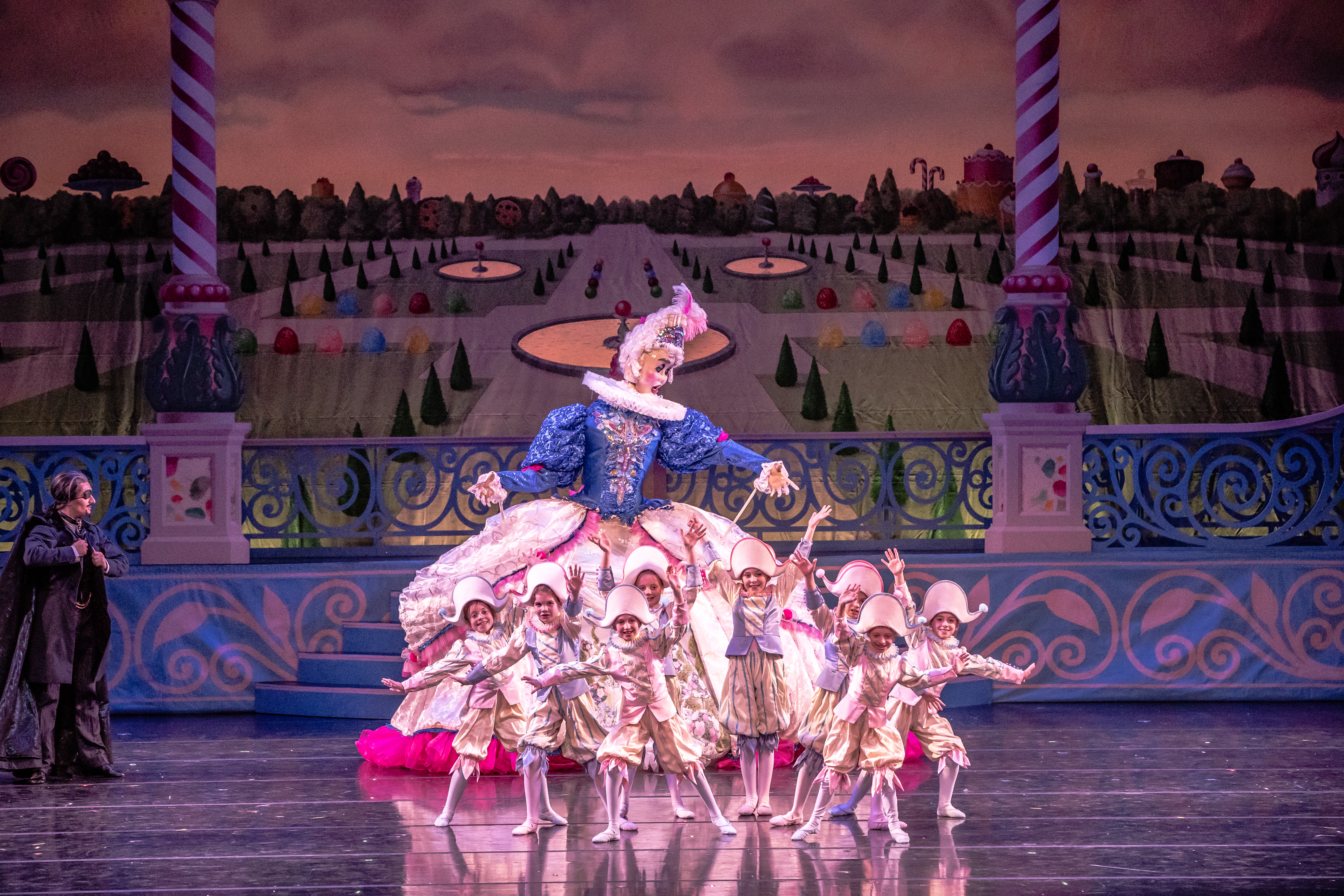
Mutter Gigogne und die Pulcinellen (Akt 2), Kansas City Ballet 2016

Über einen Fluss aus Rosenwasser erreichen der Nussknackerprinz und Klara „Konfitürenburg“ (auch: „Reich der Zuckerfee“ oder „Reich der Süßigkeiten“ genannt). Der Prinz erzählt seinen vier Schwestern und den anderen, wie Klara ihn gerettet hat. In einer Stimmung aus Erleichterung, Freude und Dankbarkeit beginnt ein fantastisches Fest, bei dem verschiedenste Tänzer aus aller Herren Länder spektakuläre Auftritte haben. Zum Beispiel tanzen russische Tänzer den Trepak, arabische Bauchtänzerinnen treten auf, tanzende Rohrflöten (franz. Mirlitons) und eine Gruppe chinesischer Akrobaten erscheinen. Jedes Land präsentiert dabei jeweils traditionelle Leckereien und Getränke. Als Krönung tanzen die Zuckerfee und ihr Kavalier (heute oft: Klara und der Nussknackerprinz, Anm. d. Verf.) einen Pas de deux. Das Fest endet mit einem eleganten Walzer aller Anwesenden.
Für den Schluss gibt es verschiedene Varianten:
- Im Original-Libretto ist in der finalen Apotheose ein großer Bienenstock mit umherschwirrenden Bienen zu sehen, die ihren Honig bewachen.[10] Dies wird heute jedoch normalerweise nicht mehr so aufgeführt.
- Es stellt sich heraus, dass alles nur ein Traum war. Klara erwacht am Ende und der Nussknacker ist wieder eine Puppe (z. B. in russischen Versionen nach Alexander Gorsky 1919, Vasily Vainonen 1934 (Mariinski-Ballett) und Juri Grigorowitsch 1966 (Bolschoi-Ballett)).[6]
- Klara reist in einem Rentierschlitten wieder nach Hause, wo sie sich in ihr Bettchen zurückschleichen kann, ohne dass ihre Familie etwas davon merkt (z. B. bei Balanchine 1954 (New York City Ballet)).

## Besetzung und Aufbau

### Orchesterbesetzung & Besonderheiten
Blasinstrumente:
- 3 Querflöten (2. und 3. auch Piccoloflöten)
- 3 Oboen (3. Englischhorn)
- 3 Klarinetten (1. und 2. in A und B, 3. Bassklarinette)
- 2 Fagotte
- 4 Hörner (in F)
- 2 Trompeten (in A und B)
- 3 Posaunen
- 1 Tuba

Schlaginstrumente:
- Pauken
- Schlagwerk (3 Spieler; Becken, große Trommel, Tamtam, Triangel, Tamburin, Kastagnetten, Ratsche,[12] Glockenspiel)

Tasteninstrumente:
- 1 Celesta[13]

Saiteninstrumente:
- 2 Harfen
- Streichorchester

Tschaikowskys Instrumentierung ist im Nussknacker sehr raffiniert, farbig und bereits impressionistisch. Es gibt einige Besonderheiten:
- Im ersten Bild tritt im „Tanz des Großvaters“ eine Bühnenmusik aus spielenden Kindern auf, die mit obligaten Spielzeugtrompeten und -trommeln[14] sowie mit Spielzeugbecken, Kuckucks- und Wachtelflöten (in C-Dur) ad libitum besetzt ist.[15] Außerdem ertönt ein Schuss.
- Im zweiten Bild singt im „Schneewalzer“ ein zweistimmiger Frauen- oder Kinderchor[16] eine Vokalise hinter der Bühne.
- Bemerkenswert ist der solistische Einsatz der Celesta, die Tschaikowsky erst im Sommer 1891 in Paris kennengelernt hatte.[10] Der „Tanz der Zuckerfee“ im zweiten Akt ist eine der ersten Kompositionen, die das Instrument als Teil des Sinfonieorchesters verwenden und bis heute das bekannteste Stück des klassischen Repertoires für Celesta.

### Aufbau
- Ouvertüre
- 1. Akt – Erstes Bild
  - 1. Weihnachtsfeier – Schmücken und Erleuchten des Weihnachtsbaumes
  - 2. Marsch
  - 3. Kleiner Galopp der Kinder und Auftritt der Eltern
  - 4. Drosselmeiers Bescherung
  - 5. Präsentation des Nussknackers und Großvatertanz
  - 6. Abschied der Gäste – Nacht
  - 7. Schlacht der Mäuse und Pfefferkuchen-Soldaten
- 1. Akt – Zweites Bild
  - 8. Im Tannenwald
  - 9. Schneeflocken-Walzer

- 2. Akt – Drittes Bild

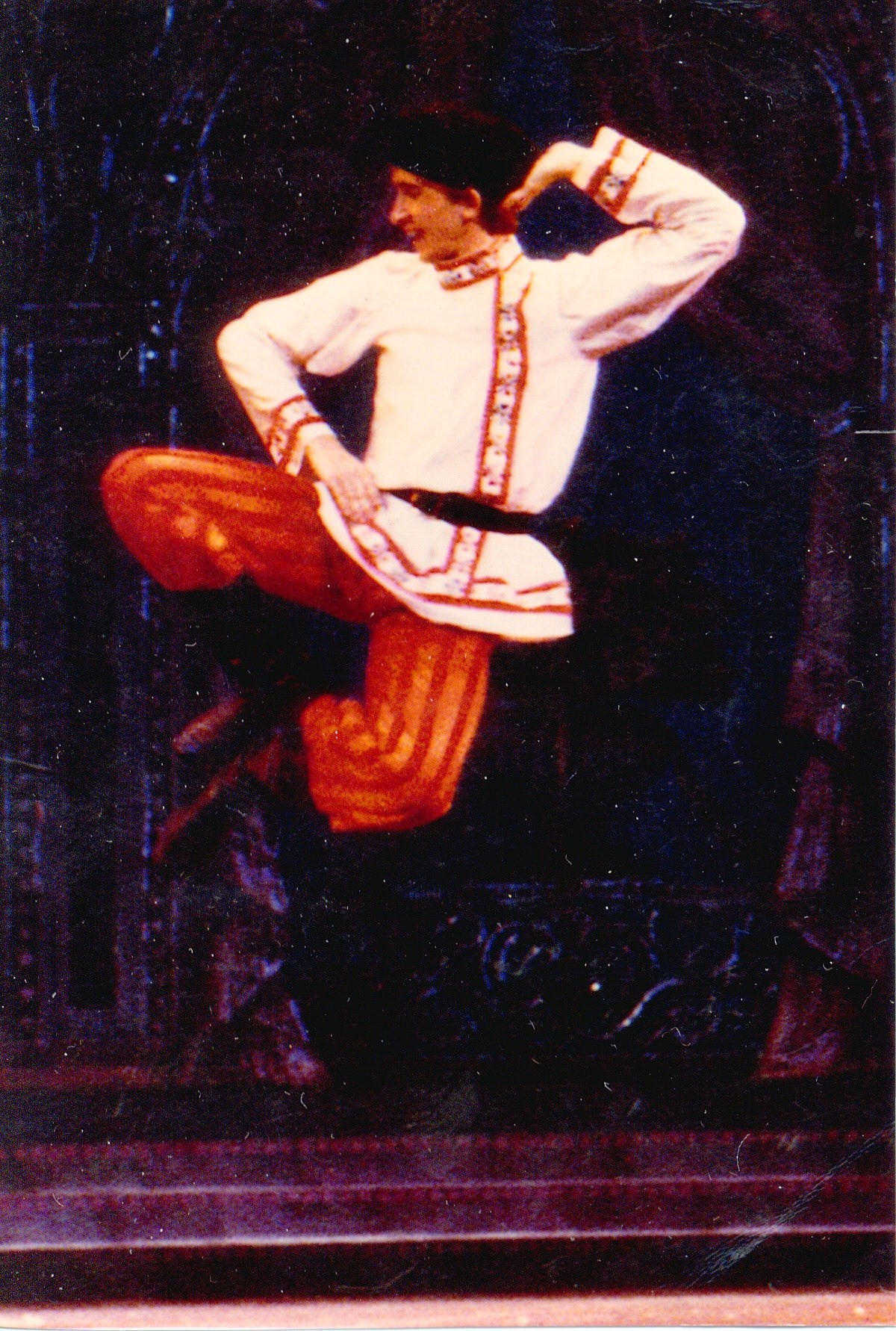
Stas Kmiec im Russischen Tanz (Trepak) (Akt 2), 1985)

  - 10. Im Zauberschloss von Konfitürenburg
  - 11. Ankunft von Klara und dem Nussknacker-Prinzen
  - 12. Divertissement
    - a) Schokolade – Spanischer Tanz (Bolero)
    - b) Kaffee – Arabischer Tanz
    - c) Tee – Chinesischer Tanz
    - d) Trepak – Russischer Tanz
    - e) Tanz der Rohrflöten
    - f) Mutter Gigogne und die Polichinelles

  - 13. Blumenwalzer
  - 14. Pas de deux
    - a) Intrada
    - b) Variation I: Tarantella
    - c) Variation II: Tanz der Zuckerfee
    - d) Coda

  - 15. Valse finale und Apotheose

## Aufführungsgeschichte

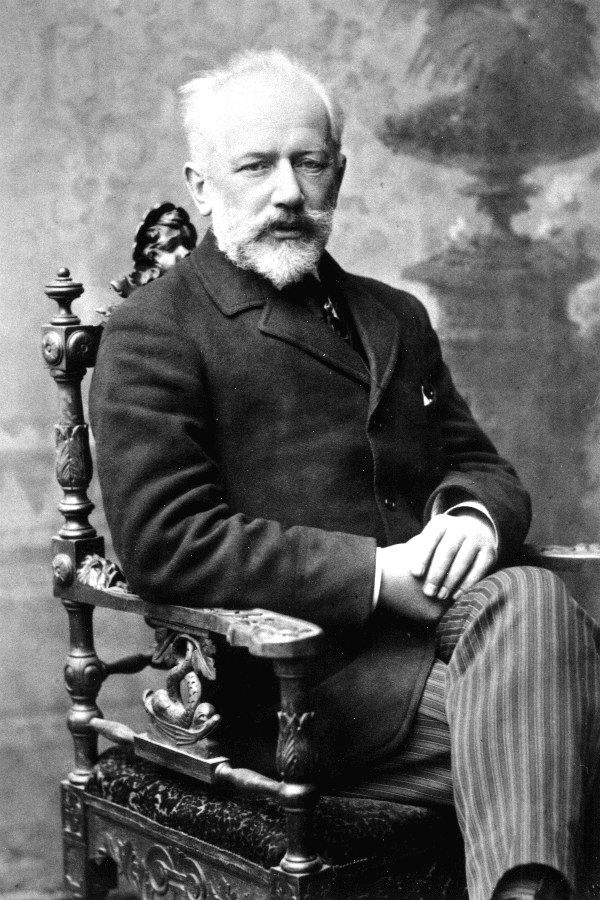
Peter Tschaikowsky (1893)

### Entstehung
Der Nussknacker ist Tschaikowskys drittes und letztes Ballett und entstand ursprünglich für eine Doppelaufführung mit seinem Opern-Einakter Iolanta. Den Auftrag für beide Werke erhielt der Komponist von Iwan Wsewoloschski, dem Direktor der kaiserlichen russischen Theater und Autor des Librettos von Dornröschen, der auch zusammen mit dem Choreografen Marius Petipa das Libretto zum Nussknacker verfasste. Ursprünglich war die gemeinsame Uraufführung der beiden Werke für die Spielzeit 1891–1892 geplant, aber wegen zahlreicher Schwierigkeiten musste sie verschoben werden.
Das erste Problem war, dass Tschaikowsky sich durch die Geschichte nicht besonders inspiriert fühlte. Zwischenzeitlich ging er auf Tournee nach Paris und in die USA, so dass ein großer Teil der Partitur während dieser Reise entstand. Es gab außerdem Schwierigkeiten zwischen Tschaikowsky und Wsewoloschski, und schließlich starben während der Vorbereitungen zuerst Tschaikowskys Schwester Alexandra (April 1891) und dann Petipas 15-jährige Tochter Evgenia (am 14. Augustjul. / 26. August 1892greg.). Petipa verfiel in große Trauer, wurde krank und überließ die Einstudierung des Ballettes Lew Iwanow als erstem Ballettmeister und Enrico Cecchetti als zweitem Ballettmeister. Es ist nicht bekannt, wie viel von der Choreografie von Petipa stammt, der aber, wie damals üblich, vor der Komposition genaue Angaben zur Musik und den Tänzen gemacht hatte, nach denen sich Tschaikowsky richtete.

### Uraufführung

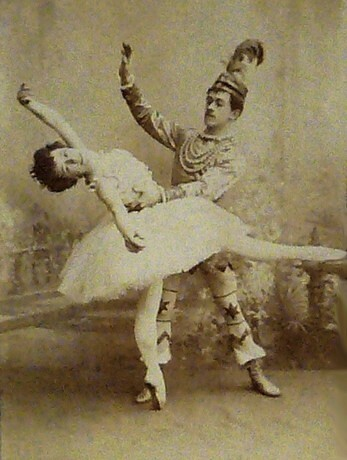
Olga Preobraschenskaja und Nikolai Legat im Nussknacker (um 1900)

Der Nussknacker wurde zusammen mit der Oper Iolanta am 6. Dezemberjul. / 18. Dezember 1892greg. zum ersten Mal im Mariinski-Theater in Sankt Petersburg aufgeführt,  weniger als ein Jahr vor Tschaikowskys Tod. Die Kinderrollen wurden tatsächlich von Kindern getanzt: Klara von der 12-jährigen Stanislava Belinskaya, und der Nussknacker-Prinz von dem 17-jährigen Sergei Legat. Es tanzten außerdem Antonietta Dell’Era als Zuckerfee, Pawel Gerdt als Prinz Coqueluche, und in den Solotänzen der Divertissements unter anderem Olga Preobraschenskaja, Georgy Kyaksht und Petipas Töchter Marie und Nadeschda. Der Solist im Russischen Tanz (Trepak) war Alexander Shiryaev, der auch die Choreografie dazu erfunden hatte.
Das Ballett wurde wegen Unzulänglichkeiten des Librettos und der Choreografie ziemlich kritisiert und gilt auch heute noch als das „dramatisch schwächste“ der Tschaikowsky-Ballette. Seine Musik gefiel jedoch auf Anhieb und wurde sehr gelobt. Ein Autor der Petersburger Gazette meinte gar:

„… es ist ein Jammer, dass so viel schöne Musik verschwendet wird an einen Unsinn, der es gar nicht wert ist, beachtet zu werden, aber die Musik ist im Allgemeinen exzellent: die für die Tänze ist dansante und die fürs Ohr und die Fantasie bestimmte geistreich. Von Tschaikowskys drei Balletten … ist Nussknacker das Beste, seine Musik freilich nicht für das normale Ballettpublikum.“

Am besten scheint dem damaligen Publikum der Schneeflockenwalzer gefallen zu haben, der ursprünglich von mehr als 50 Tänzerinnen (und vielleicht auch Tänzern) getanzt wurde.
Nachdem das Ballett fünf bis sechs Jahre nicht aufgeführt worden war, brachte Lew Iwanow im Jahr 1900 eine neue Produktion auf die Bühne, die bis zur russischen Revolution im Repertoire des kaiserlichen Balletts blieb.
Die Choreografie des Balletts wurde 1909 während Aufführungen mit Olga Preobraschenskaja als Zuckerfee in der Stepanov Methode notiert und gehört heute zu den historischen Tanzpartituren der Sergeyev Collection der Harvard University.

### Spätere Produktionen

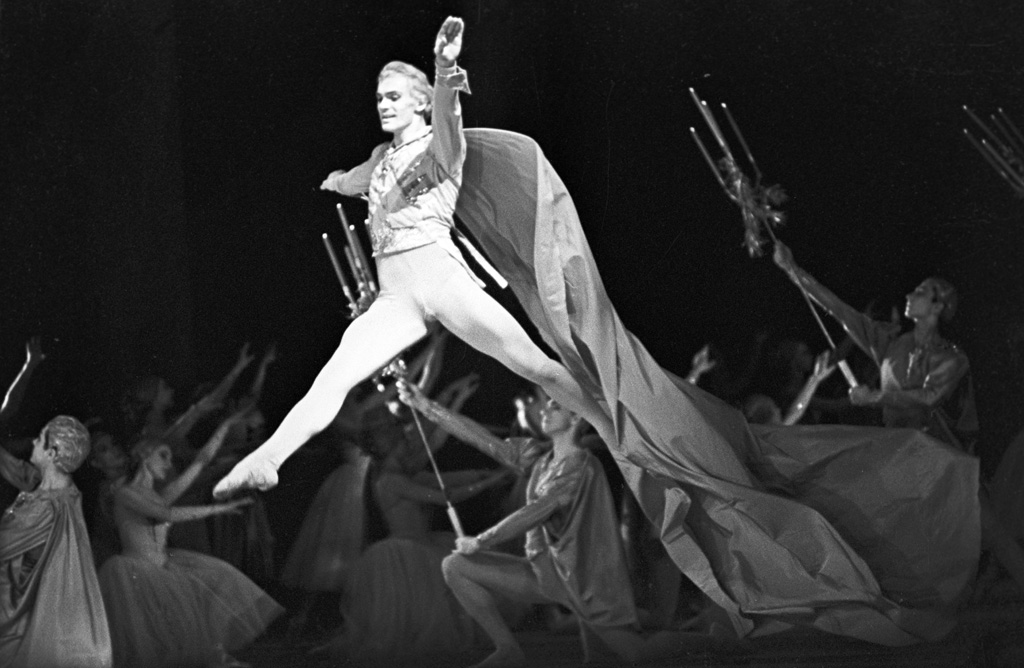
Vladimir Vasilyev als Nussknacker-Prinz im 2. Akt, Bolschoi-Theater, Moskau, 1966

#### Gorsky und seine Nachfolger
Nach der Revolution brachte Alexander Gorsky 1919 eine besonders einflussreiche Produktion des Nussknackers mit dem Ballett des Moskauer Bolschoi-Theaters auf die Bühne. Dabei nahm Gorsky Veränderungen vor, die von vielen späteren Choreografen übernommen wurden, zum Beispiel ließ er die Rollen von Klara und dem Nussknacker-Prinzen nicht mehr von Kindern oder Jugendlichen, sondern von erwachsenen Tänzern ausführen. Die Figuren der Zuckerfee und von Prinz Coqueluche strich er ganz, und gab deren Tänze Klara und dem Nussknacker, wodurch die Beziehung dieser beiden Figuren romantisiert wurde. Das Ende des Balletts wurde von Gorsky zum ersten Mal so geändert, dass Klara aus einem Traum erwacht und der Nussknacker wieder nur eine Puppe ist.

Diese Neuerungen wurden unter anderem 1934 von Wassili Wainonen in dessen Produktion für das Kirov/Mariinski-Ballett und auch 1966 von Juri Grigorowitsch für dessen Version mit dem Bolschoi-Ballett übernommen. Die letzteren beiden änderten außerdem den Namen Klara in „Mascha“, das russische Diminutiv von Marie (der Name, den sie bei Hoffmann trägt).

#### Außerhalb Russlands
Nikolai Sergejew – der ehemalige Besitzer der obenerwähnten Tanzpartituren, die später in den Besitz der Harvard University gelangten –, erarbeitete mit dem Sadler’s Wells Ballet eine stark an der Originalversion des kaiserlichen Ballettes orientierte Choreografie, deren Premiere am 30. Januar 1934 stattfand, mit Alicia Markova als Zuckerfee und Stanley Judson als ihr Kavalier.

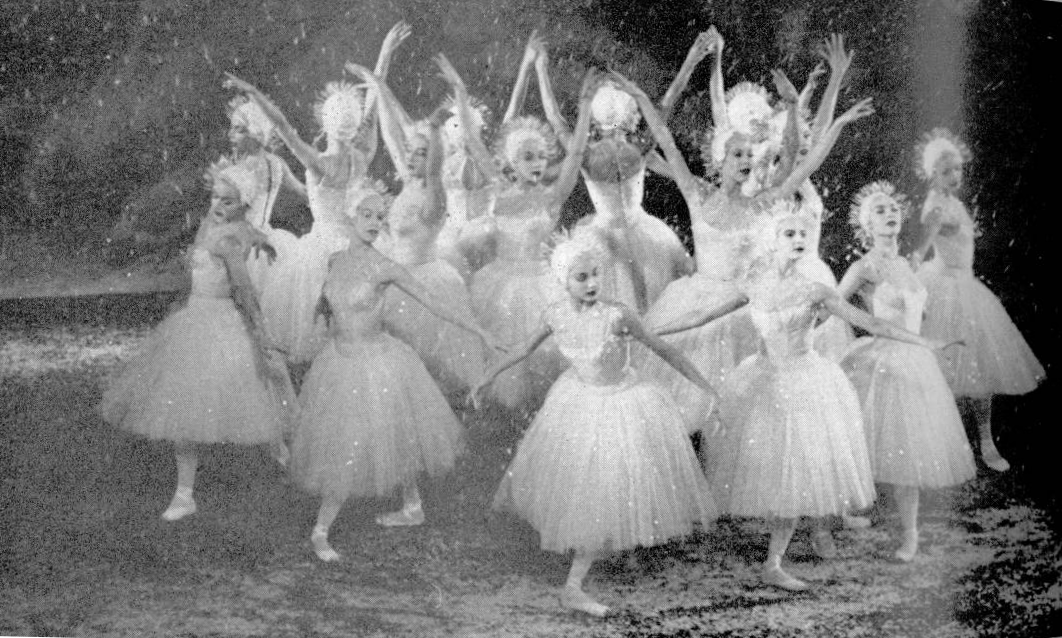
Der Schneeflockenwalzer mit dem New York City Ballet, 1954

Sehr populär wurde die Version von George Balanchine mit dem New York City Ballet von 1954. Balanchine hatte in seiner Jugend selber den Nussknacker-Prinzen in der Produktion des kaiserlichen Ballettes getanzt und kannte daher die Original-Version, von der er viele Details übernahm – aber er änderte auch einiges. Beispielsweise benannte er Klara in Marie um (wie bei Hoffmann), und versetzte den Tanz der Zuckerfee an den Beginn des 2. Akts; die Variation für ihren Kavalier (Prinz Coqueluche) strich er ganz. Er hatte außerdem die Idee, Marie (Klara) am Ende in einem Schlitten nach Hause zurückfahren zu lassen. Balanchines Version wurde am 2. Februar 1954 im New York City Center uraufgeführt, mit Maria Tallchief (Zuckerfee), Nicholas Magallanes (Kavalier), Zina Bethune (Marie) und Paul Nickel (Nussknacker).
Andere bekannte Choreographien von Der Nussknacker schufen: Fedor Lopuchow (1928), Rudolf Nurejew (1963, Royal Ballet/1988 Pariser Oper), John Neumeier (1971), Heinz Spoerli (1980), Peter Wright (1985/1990/1999), Jochen Ulrich, Günter Pick und Christian Spuck.

Die Handlung wurde dabei teilweise weiter verändert, zum Beispiel spielt das Ballett bei John Neumeier gar nicht mehr am Weihnachtsabend, sondern am 12. Geburtstag von Marie (alias Klara), die im wahrsten Sinne des Wortes davon träumt, eine Ballerina zu sein und dabei mit ihrem Schwarm „Günther“ tanzt, der ihr zuvor einen Nussknacker geschenkt hatte.
Juri Burlaka und Wassili Medwedew brachten 2012 mit dem Staatsballett Berlin eine neue Version heraus, die sich an dem Originaldekor und den Kostümen von 1892 orientierte, aber auch einige modernere Traditionen übernahm.

### Die Nussknacker-Suite
Tschaikowsky stellte acht besonders gelungene und farbig orchestrierte Sätze aus dem Ballett – vor allem aus dem 2. Akt – zu einer Suite zusammen, der sogenannten Nussknacker-Suite op. 71a. Diese dirigierte er bereits mehr als ein halbes Jahr vor der Uraufführung des gesamten Ballettes in einem Konzert am 7. Märzjul. / 19. März 1892greg. in Sankt Petersburg. Die Ouverture und Tänze der Nussknacker-Suite sind die berühmtesten Stücke des Balletts (und von Tschaikowsky) und auch einem größeren Publikum bekannt, das sonst gar nichts mit Ballett zu tun hat. Manchmal sind auch gekürzte Versionen der Suite zu hören, unter anderem in Walt Disneys Film Fantasia.
Die Suite besteht aus folgenden Sätzen:
- Ouverture miniature: Allegro giusto, 2/4 Takt, B-Dur
- Marche: Tempo di marcia viva, 4/4 Takt, G-Dur
- Danse de la Fée Dragée (Tanz der Zuckerfee): Andante non troppo, 2/4 Takt, e-moll
- Danse russe Trepak (Russischer Tanz): Tempo di Trepak, molto vivace, 2/4 Takt, G-Dur
- Danse arabe (Arabischer Tanz): Allegretto, 3/8 Takt, g-moll
- Danse chinoise (Chinesischer Tanz): Allegro moderato, 4/4 Takt, B-Dur
- Danse des mirlitons (Tanz der Rohrflöten): Moderato assai, 2/4 Takt, D-Dur
- Valse des fleurs (Blumenwalzer): Tempo di Valse, 3/4 Takt, D-Dur

## Bilder der ersten Inszenierung

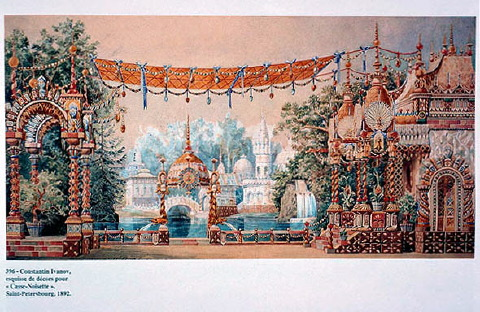
Bühnenbild (1892)
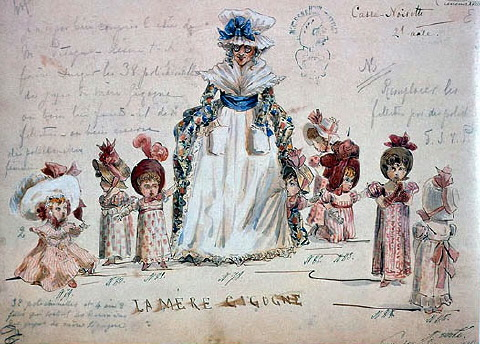
Kostümentwurf für Nussknacker (1892)
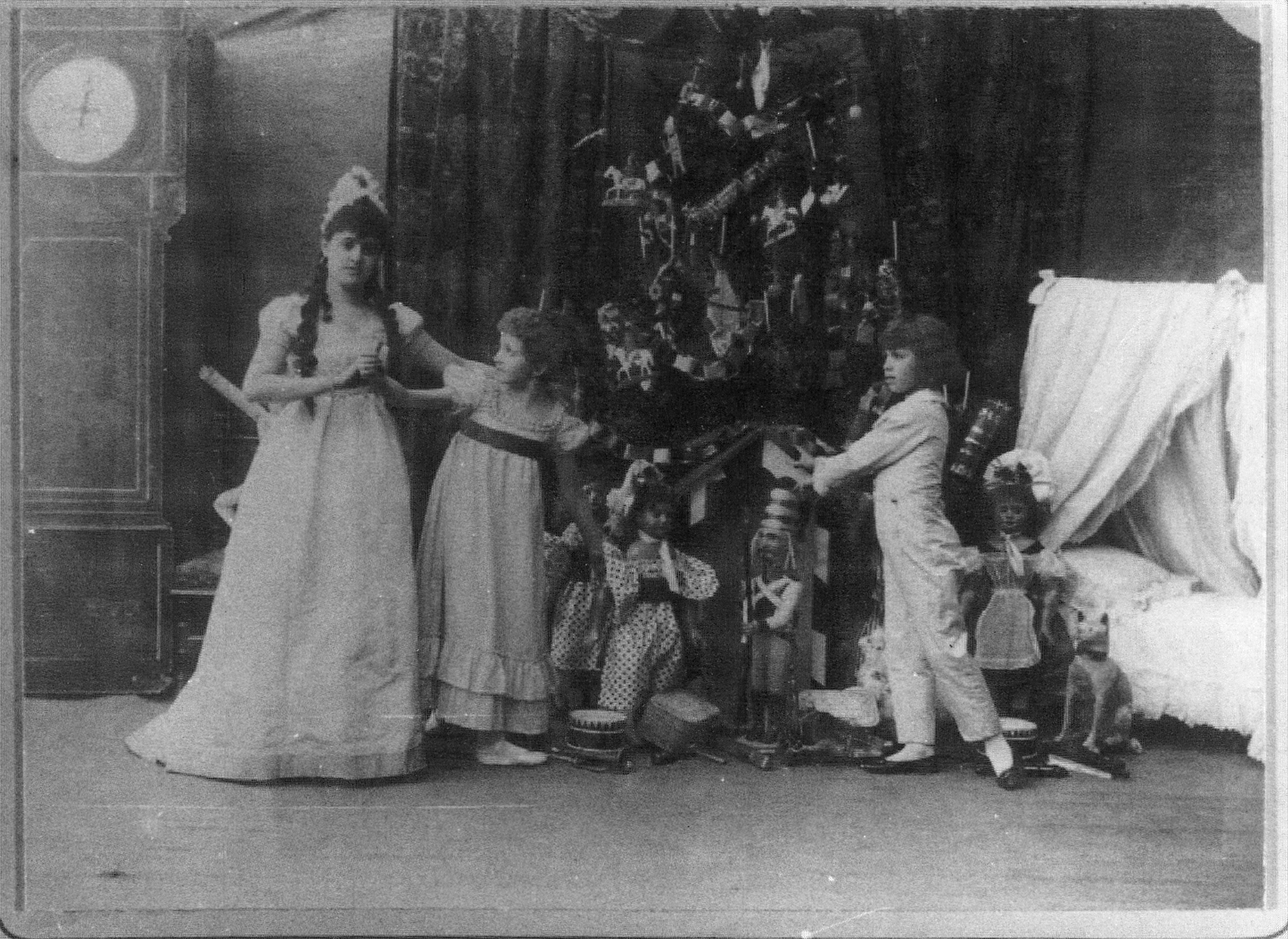
Szene aus dem 1. Akt mit Stanislava Belinskaya als Klara (Mitte), 1892
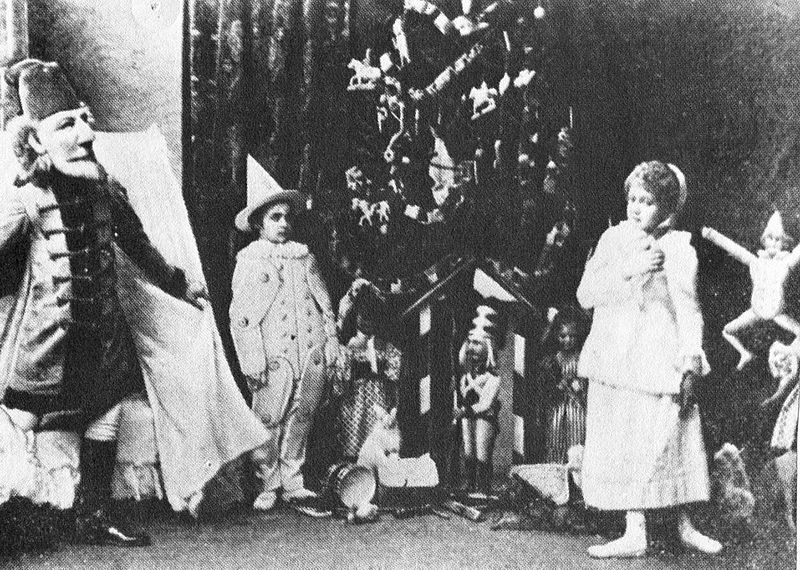
Szene aus dem 1. Akt mit Sergei Legat als Nussknacker (links) und Stanislava Belinskaya als Klara (rechts), 1892
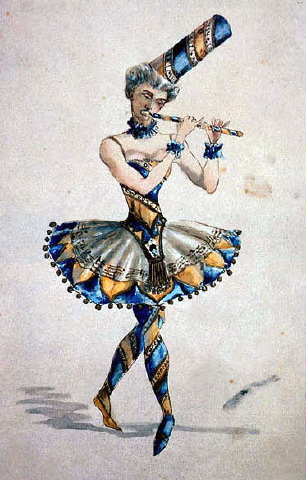
Kostümentwurf für Nussknacker (1892)
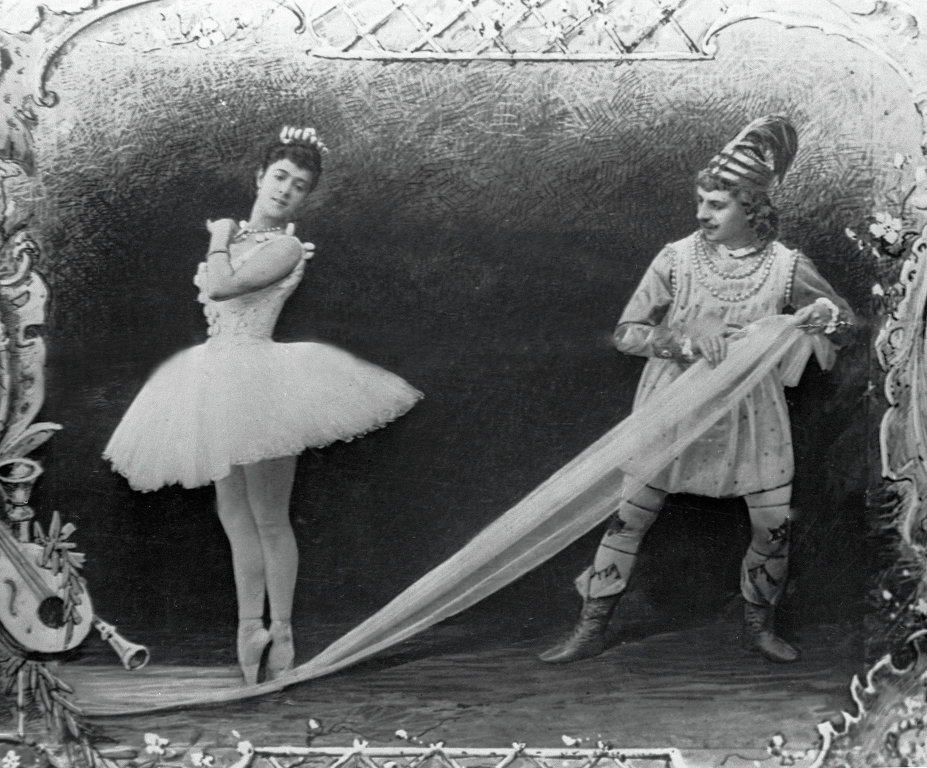
Zuckerfee Antonietta Dell’Era und Prinz im Nussknacker (1892)
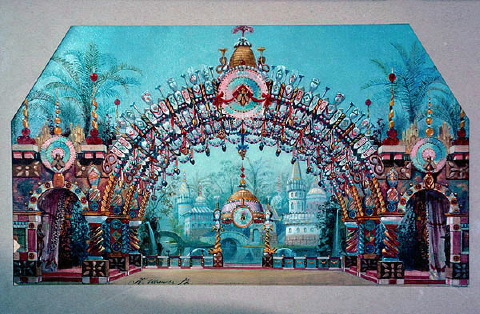
Bühnenbild (1892)

## CDs
Gesamtaufnahmen der Ballettmusik wurden eingespielt von folgenden Orchestern und Dirigenten (die Liste erhebt keinen Anspruch auf Vollständigkeit):
- Los Angeles Philharmonic, Gustavo Dudamel (Deutsche Grammophon; 2018)
- Mariinsky Orchestra, Valery Gergiev (Mariinsky Label; 2017)
- Russian National Orchestra, Michail Pletnew (Ondine/Naxos; 2011)
- London Symphony Orchestra, André Previn (EMI; 2001/2009)
- Royal Philharmonic Orchestra, Juri Temirkanow (RCA Victor; 1991)
- Staatskapelle Dresden, Hans Vonk (ETERNA; 1988)
- Berliner Philharmoniker, Semyon Bychkov (Decca/Universal Music; 1987/2013)
- London Symphony Orchestra, Charles Mackerras (Telarc; 2016)
- Philharmonia Orchestra, Michael Tilson Thomas (Newt On Classics; 1985/2014)
- National Philharmonic Orchestra, Richard Bonynge (Decca; 1974/1995)
- Bolshoi Theatre Orchestra, Gennadi Rozhdestvensky (Melodia Eurodisc; Datum ?)
- Orchestre symphonique de Montréal, Charles Dutoit (Decca; wiederveröffentlicht 2014)
- Concertgebouw-Orchester Amsterdam, Antal Dorati (Philips, Datum ?)

Daneben existieren zahlreiche Aufnahmen der Nussknacker-Suite op. 71a und auch von Auszügen (Highlights).

## Verfilmungen

### Ballettfilme (Auswahl)
- Tschaikowsky: George Balanchine's The Nutcracker (Filmversion von Balanchines Choreografie mit Erzähler), mit Jessica Lynn Cohen (Marie), Macaulay Culkin (Nussknackerprinz), Darci Kistler (Zuckerfee), Damian Woetzel (Prinz Coqueluche/Kavalier), Heather Watts (Frau Stahlbaum/Tautropfen), Kyra Nichols (Marzipan), Tom Gold (Kandiszucker), Kevin Kline (Erzähler) u. a., New York City Ballet und Orchestra, Dir.: David Zinman; Regie: Emile Ardolino (Elektra Entertainment/Warner Brothers, 1993)
- Tschaikowsky: The Nutcracker (Version von Peter Wright nach Lew Iwanow und Marius Petipa), mit Lesley Collier (Zuckerfee), Anthony Dowell (Prinz) u. a., The Royal Ballet und Orchestra of the Royal Opera House Convent Garden, Dir.: Gennadi Rozhdestvensky (NVC Arts/Warner, 2002 (?); DVD)
- Tschaikowsky: The Nutcracker (Version von Wassili Wainonen nach Lew Iwanow und Marius Petipa), mit Alexandra Korshunova (Mascha als Kind), Alina Somowa (Mascha als Prinzessin), Vladimir Shklyarov (Nussknackerprinz) u. a., Mariinski-Ballett, Orchester des Mariinski-Theaters, Dir.: Valery Gergiev (Euro Arts/Warner, 2014; DVD)
- Tschaikowsky: The Nutcracker (Version von Juri Grigorowitsch nach Lew Iwanow und Marius Petipa), mit Nina Kaptsova (Marie), Artem Ovcharenko (Nussknackerprinz) u. a., Bolschoi-Ballett und Orchester des Bolschoi-Theaters, Dir.: Pavel Klinichev (Pathé Live/Bel Air, 2010/2011; DVD)
- Tschaikowsky: The Nutcracker (Version von Vasily Medvedev und Yuri Burlaka nach Lew Iwanow und Marius Petipa), mit Iana Salenko (Clara und Zuckerfee), Marian Walter (Nussknacker und Prinz Coqueluche) u. a., Staatsballett Berlin, Orchester der Deutschen Oper Berlin, Robert Reimer (Bel Air Classiques/Naxos, 2016; DVD)
- Tschaikowsky: The Nutcracker (Version von Peter Wright nach Lew Iwanow und Marius Petipa), mit Lauren Cuthbertson (Zuckerfee), Federico Bonelli (Prinz), Francesca Hayward (Clara), Alexander Campbell (Nussknacker) u. a., The Royal Ballet und Orchestra of the Royal Opera House Convent Garden, Dir.: Boris Gruzin (Opus Arte, 2016; DVD)

### Andere Adaptionen
- Ein sowjetischer Zeichentrickfilm aus dem Jahre 1973 mit dem Titel Щелкунчик (Schtschelkuntschik, „Der Nussknacker“) verwendet die Musik des Ballettstücks als Untermalung der wortlosen Handlung.
- Der computeranimierte US-amerikanische Film Barbie in: Der Nussknacker (Barbie and the Nutcracker; 2001 von Lions Gate Films) und der kanadische Zeichentrickfilm Der Nußknacker-Prinz (The Nutcracker Prince; 1990 von Paul Schibli) arbeiten die Suite ebenfalls in ihre Handlung ein.
- Der 2009 durch den russischen Theaterregisseur Andrei Kontschalowski inszenierte britische Film Der Nussknacker orientiert sich ebenfalls an der Handlung des Balletts sowie der literarischen Vorlage von E.T.A. Hoffmann, weicht im Detail aber in vielen Punkten ab.
- Im November 2018 kam der US-amerikanische Fantasyfilm Der Nussknacker und die vier Reiche ins Kino.
- 2022 inszenierte Lotte de Beer an der Wiener Volksoper das Werk Jolanthe und der Nussknacker, bei dem Tschaikowskis Oper Jolanthe und das Ballett Der Nussknacker zu einer Geschichte verwoben wurden.[24]